# Necropoli di Dahshur
La necropoli di Dahshur è un agglomerato costituito da vari complessi piramidali, da sepolture di nobili, da un villaggio di operai e funzionari, ubicato tra Saqqara sud e il sito archeologico di Mazguneh e a 45 chilometri dal Cairo.
Presenta una superficie di circa 5 per 3 chilometri e si estende in zona desertica all'inizio dell'altopiano libico su un terreno cedevole che procurò notevoli problemi alla costruzione della piramide romboidale di Snefru.
Nel 1967 il sito venne dichiarato zona militare posta sotto strettissima sorveglianza e quindi interdetto sia al pubblico sia agli studiosi ma è tornato accessibile nel 1996.
Pur essendo un'area molto estesa è stata praticamente poco frequentata e studiata nonostante il vasto numero di sepolture e le sue piramidi, alcune delle quali costruite prima di quelle di Giza, che in origine erano 11, tutte edificate in quello che costituiva l'antico XXI nomo dell'Alto Egitto.
A Dahshur avvenne il passaggio molto importante dalla piramide a gradoni alla prima piramide vera e propria che è quella di Snefru detta piramide rossa o settentrionale, costruita in pianta quadrata con un'inclinazione di 45° e progenitrice di quella più famosa di Cheope alla quale però non è inferiore per caratteristiche costruttive.
Nella necropoli compaiono per la prima volta innovazioni architettoniche classiche della IV dinastia quali:piramide classica, piramide accessoria, tempio funerario, rampa processionale e tempio a valle e risulta mutato anche l'orientamento dei complessi funerari da nord-sud come in quelli della III dinastia ad est-ovest in diretto collegamento con il cammino eterno del sole.
Il sito può essere così suddiviso in:
- Complessi piramidali
- Necropoli nobiliari
- Città degli operai

La necropoli nobiliare è costituita da sepolture ipogee e mastabe, di cui alcune trovate intatte con splendidi corredi funerari, mentre nelle sottostrutture dei complessi piramidali sono state ritrovate anche le barche sacre funerarie complete di slitte per il trasporto del sovrano defunto.
A sud della necropoli vi sono due piramidi, una del sovrano Amenemhat IV e l'altra della importante regina Nefrusobek della XII dinastia, che spesso vengono indicate come appartenenti alla necropoli di Dahshur ma che in realtà sono nel comprensorio archeologico di Mazguneh.

## Necropoli nobiliari

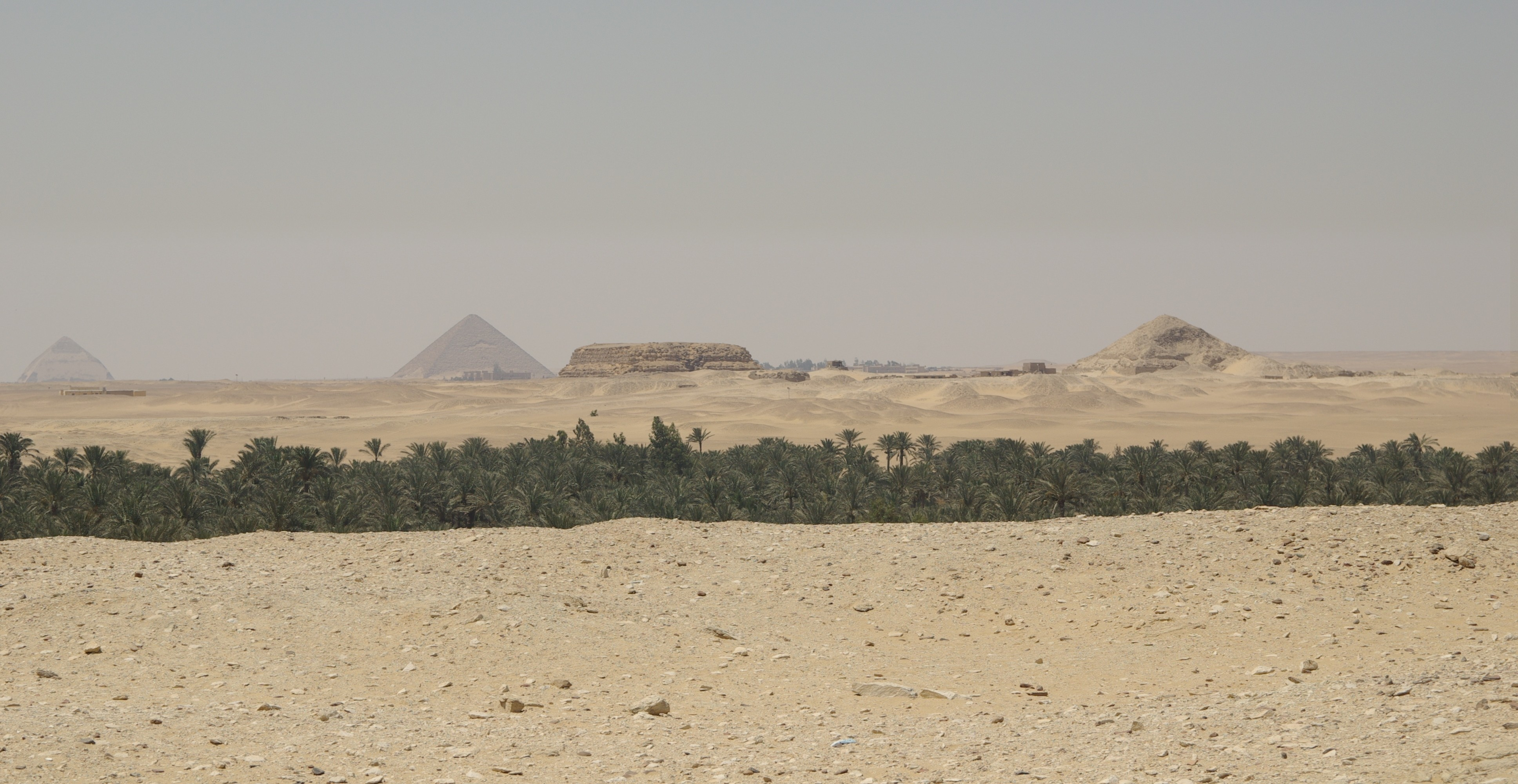
Panorama del comprensorio di Saqqara sud - con la mastaba di Shepseskaf e la piramide di Pepi II - ed inizio della necropoli di Dahshur - piramide romboidale e piramide rossa di Snefru

La necropoli nobiliare di Dahshur è l'insieme delle sepolture dei nobili e funzionari, divisa in settori o "cimiteri", ciascuno costruito nelle adiacenze della tomba reale coeva. Le tombe nobiliari risalgono fin dall'Antico Regno ma oggi sono purtroppo in pessimo stato di conservazione ed insabbiatura.
La Piramide di Snefru non presenta nelle immediate vicinanze alcuna sepoltura nobiliare mentre il settore adiacente alla Piramide di Sesostri III è abbastanza vasto e presenta delle mastabe fornite di stele a falsa porta che hanno restituito anche alcuni sarcofagi, vasi canopi e tavole d'offerta. Gli unici nomi ritrovati, perché spesso le sepolture erano anonime ed anepigrafe, appartengono a Ranankh, familiare di re e Kakhaf, profeta di Amon.

## Città degli operai
Edificata per le maestranze che lavoravano nella necropoli di Dahshur, venne edificata a circa 2 km dalla piramide rossa di Snefru ed in zona non desertica. Purtroppo sono pervenuti solo alcuni muri in mattoni crudi.